# Cathy Coudyser
Pour les articles homonymes, voir Coudyser.
Cathy J.A.J. Coudyser, née le 14 décembre 1969 à Knokke est une femme politique belge flamande, membre de la N-VA.
Elle est régente Français-Histoire-Économie; indépendante.
Elle fut membre du CPAS de Knokke-Heist et conseillère communale de Knokke-Heist.
Députée fédérale du 8 novembre 2012 au 25 mai 2014 en remplacement de Geert Bourgeois, ministre flamand, empêché.
Réélue le 25 mai 2014 comme députée flamande, elle est désignée sénateur de la communauté flamande.